# نوريهيرو ياماغيشي
نوريهيرو ياماغيشي (باليابانية: 山岸 範宏) (17 مايو 1978 في كوماغايا في اليابان – )؛ هو لاعب كرة قدم ياباني سابق كان يلعب كحارس مرمى.

## وصلات خارجية
- نوريهيرو ياماغيشي على موقع الاتحاد الدولي (مؤرشف)  (الإنجليزية)
- نوريهيرو ياماغيشي على موقع رابطة كرة القدم اليابانية للمحترفين (اليابانية)
- نوريهيرو ياماغيشي على موقع قاعدة بيانات كرة القدم.إي يو (الإنجليزية)
- نوريهيرو ياماغيشي على موقع Soccerway.com (الإنجليزية)
- نوريهيرو ياماغيشي على موقع عالم كرة القدم.نت (الإنجليزية)